# Winnie the Pooh's Rumbly Tumbly Adventure
Winnie the Pooh's Rumbly Tumbly Adventure är ett actionäventyr datorspel släppt 2005 avsedd för yngre spelare. Spelet publicerades av Ubisoft och Disney Interactive och utvecklad av Phoenix Studio. Spelet är baserat på Disney versionen av Nalle Puh karaktär. En mobilspel med titeln Pooh's Hunny Trouble, släpptes 2009 för Disney Mobile Studios.

## Spelupplägg
Spelet har tre olika lägen: Födelsedag äventyr, Junior Mode och Multiplayer spel. Födelsedag äventyr är i grunden huvudspelet. Medan Christopher Robin och Nalle Puhär på ett äventyr i skogen börjar Puh känna sig hungrig. Christopher Robin säger till Puh att han ska tänka lyckliga minnen. Puh tycker att det här är en bra idé och han gör det därför. Junior Mode är för ännu yngre barn och det finns inga mål att göra, och med Multiplayer Games kan du spela några minispel.